# 邱氏草人螺
邱氏草人螺（学名：Colubraria cumingi）为布紋螺科布紋螺屬下的一个种。